# Riyadh Air
Riyadh Air(en árabe: طيران الرياض) es la segunda aerolínea de bandera de Arabia Saudí, con sede en Riad, su capital.Su principal base de operaciones estará en el Aeropuerto Internacional Rey Khalid de dicha ciudad.
A partir de 2024, la aerolínea planea operar sus primeros vuelos comerciales en 2025.Tiene acuerdos de cooperación con miembros de SkyTeam como Delta Air Lines,China Eastern Airlines,Saudiay Virgin Atlantic, así como con miembros de Star Alliance como Turkish Airlines,Singapore Airlines,Air China,y EgyptAir,respectivamente.
Según la Agencia de Prensa Saudita (SPA), Riyadh Air será propiedad del Fondo de Inversión Pública (PIF) del país, con Yasir Al-Rumayyan, gobernador del PIF, como su presidente. Tony Douglas fue nombrado su director ejecutivo. Anteriormente fue CEO de la aerolínea emiratí Etihad Airways desde enero de 2018 hasta octubre de 2022.
Se espera que Riyadh Air aporte 20 mil millones de dólares estadounidenses al crecimiento del PIB no petrolero y cree más de 200 000 empleos directos e indirectos.
Riyadh Air operará vuelos regulares nacionales e internacionales a más de 100 destinos diferentes en Oriente Medio, África, Asia, Europa, Sudamérica, Centroamérica y Norteamérica. La flota anunciada estará compuesta por aviones Boeing 787, de los que ha confirmado la compra de 39 unidades.

## Historia
El 12 de marzo de 2023, el príncipe heredero de Arabia Saudita, Mohammed bin Salman, anunció oficialmente la creación de Riyadh Air, la nueva aerolínea nacional del país.Dos días después, se anunció que la aerolínea había encargado 39 aeronaves Boeing 787-9, con opciones para 33 adicionales.

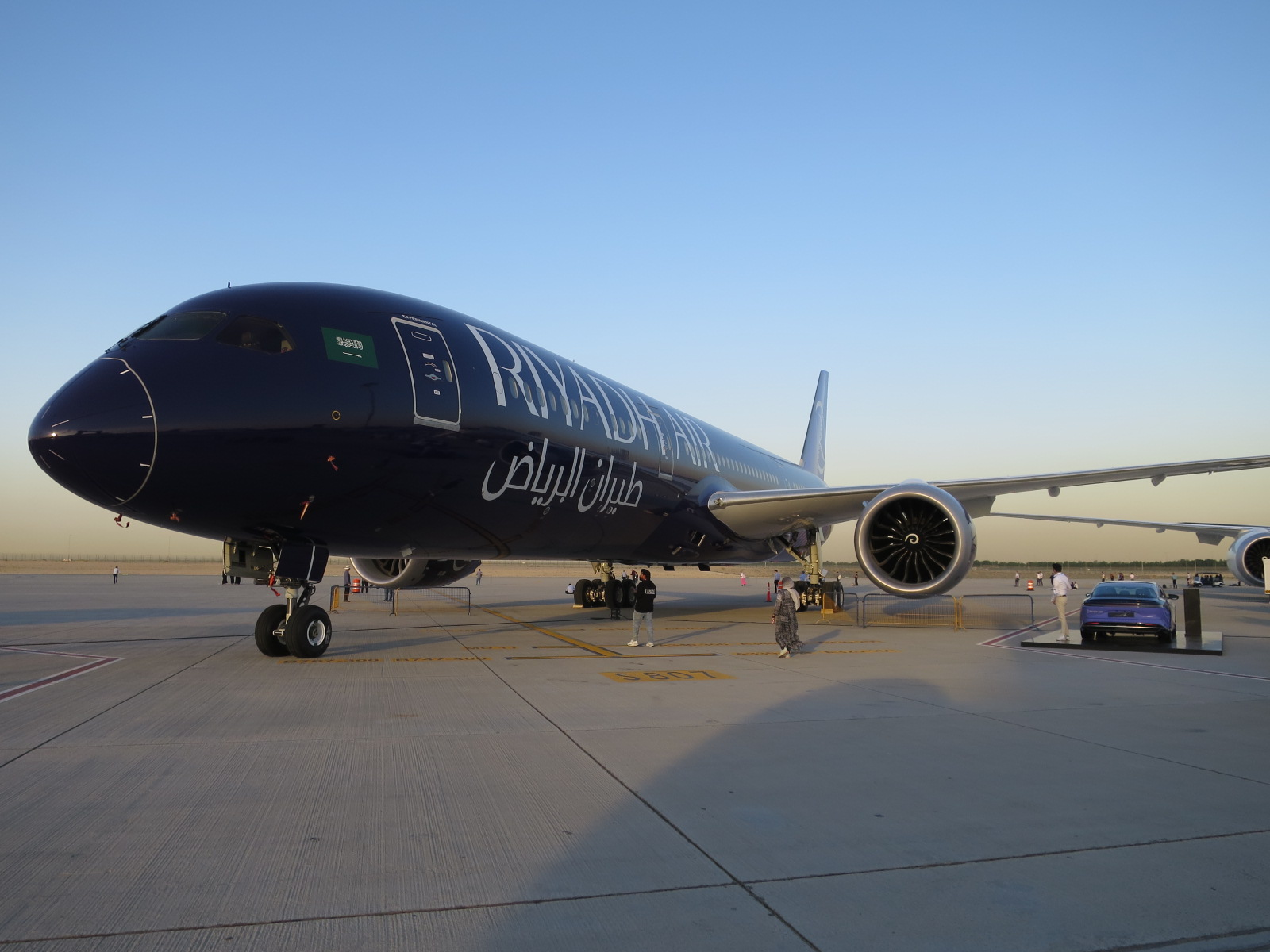
Un Boeing 787-9 con la líbrea de Riyadh Air en el Salón Aeronáutico de Dubái en 2023

Riyadh Air presentó su primera líbrea el 4 de junio de 2023. La líbrea fue pintada en un Boeing 787-9, aunque esta aeronave era propiedad de Boeing y no formará parte de la flota de Riyadh Air. Ese mismo día, recibió el código de designación "RX" de la Asociación Internacional de Transporte Aéreo (IATA) durante la Cumbre Mundial de Transporte Aéreo en Estambul.
El 12 de junio de 2023, Boeing entregó la primera aeronave a la flota de la aerolínea.El 14 de junio de 2023, la aerolínea recibió su Licencia Económica de Transporte Aéreo de Pasajeros por parte de la Autoridad General de Aviación Civil (GACA), requisito indispensable para comenzar operaciones comerciales.El 21 de junio de 2023, durante el Salón Aeronáutico de París, Riyadh Air firmó un acuerdo para adquirir 90 motores GEnx-1B de GE Aerospace para impulsar su futura flota de 39 aeronaves Boeing 787-9.
El 9 de julio de 2024, Riyadh Air firmó un memorando de entendimiento con Delta Air Lines, miembro fundador de la alianza SkyTeam. Según los términos del acuerdo, ambas aerolíneas establecerían una base para futuros acuerdos de código compartido y una alineación en los servicios al cliente y los programas de viajero frecuente.El 30 de octubre de 2024, Riyadh Air confirmó un pedido de 60 Airbus A321neo.
El 10 de abril de 2025, Riyadh Air anunció que ha recibido el Certificado de Operador Aéreo (AOC) de la Autoridad de Aviación Civil General (GACA), autorizando a la compañía a iniciar operaciones de vuelos comerciales.

## Patrocinios
El 10 de agosto de 2023, Riyadh Air se convirtió en el patrocinador principal de la camiseta del club español de La Liga, Atlético de Madrid.El 16 de agosto de 2024, Riyadh Air se convirtió en la aerolínea oficial de la CONCACAF, la confederación de fútbol de América del Norte.El 9 de octubre de 2024, Riyadh Air amplió su patrocinio al convertirse en el socio de nombre del estadio del Atlético de Madrid, pasando a llamarse Riyadh Air Metropolitano.

## Destinos
Riyadh Air comenzará sus operaciones de vuelo en la primavera de 2025 con una red regional, que se expandirá inmediatamente a todas las regiones del mundo.
La cooperación con otras aerolíneas extenderá la red globalmente. Se han firmado memorandos de entendimiento con:
- Air China[29]

- China Eastern Airlines[30]

- Delta Air Lines[31]

- EgyptAir[32]

- Saudia[33]

- Singapore Airlines[34]

- Turkish Airlines[8]

- Virgin Atlantic[7]

## Flota
| Aeronave         | En servicio | Pedidos | Pasajeros | Notas |
| ---------------- | ----------- | ------- | --------- | ----- |
| Airbus A321neo   | —           | 60      | TBA       |       |
| Airbus A350-1000 | —           | 50      | TBA       |       |
| Boeing 787-9     | —           | 72      | TBA       |       |
| Total            | —           | 182     |           |       |